# بورسيرا سيماروبا
بورسيرا سيماروبا (Bursera simaruba)، هو نوع من الأشجار ينتمي إلى فصيلة البخورية، موطنه الأصلي هي المناطق الاستوائية في الأمريكتين من جنوب فلوريدا إلى المكسيك والكاريبي إلى البرازيل، خينوتيغا وفنزويلا. ينتشر هذا النوع في المناطق البيئية للأيكة الساحلية في يوكاتان، حيث يُعتبر من الأنواع النباتية الفرعية لأشجار الأيكة الساحلية.